# Norðoyri
Norðoyri (IPA: [ˈnoːɹɔiɹɪ], danska: Nordøre) är en ort på Färöarna. Norðoyri ligger på ön Borðoy i regionen Norðoyar och är en del av Klaksvíks kommun. Norðoyri ligger på östsidan av Borðoyarvík, söder om Klaksvík. Orten nämndes första gång i skrift 1584, och räknas därmed vara grundad under vikingatiden. Vid folkräkningen 2015 hade Norðoyri 96 invånare.

## Befolkningsutveckling
| Befolkningsutvecklingen i Norðoyri 1985–2015 | Befolkningsutvecklingen i Norðoyri 1985–2015 | Befolkningsutvecklingen i Norðoyri 1985–2015 | Befolkningsutvecklingen i Norðoyri 1985–2015 | Befolkningsutvecklingen i Norðoyri 1985–2015 |
| -------------------------------------------- | -------------------------------------------- | -------------------------------------------- | -------------------------------------------- | -------------------------------------------- |
|                                              |                                              |                                              |                                              |                                              |
| År                                           |                                              |                                              | Folkmängd                                    |                                              |
| 1985                                         | 1985                                         |                                              | 15                                           |                                              |
| 1990                                         | 1990                                         |                                              | 62                                           |                                              |
| 1995                                         | 1995                                         |                                              | 69                                           |                                              |
| 2000                                         | 2000                                         |                                              | 75                                           |                                              |
| 2005                                         | 2005                                         |                                              | 81                                           |                                              |
| 2010                                         | 2010                                         |                                              | 84                                           |                                              |
| 2015                                         | 2015                                         |                                              | 96                                           |                                              |
|                                              |                                              |                                              |                                              |                                              |